# Lecco Calcio 1981-1982
Questa pagina raccoglie le informazioni riguardanti il Lecco Calcio S.r.l. nelle competizioni ufficiali della stagione 1981-1982.

## Stagione
Il presidente Mario Ceppi non conferma l'allenatore Gastone Bean e punta invece sul tecnico Angelo Longoni. 
Si decide di investire su un attaccante non ancora ventenne, prodotto del vivaio del Como Omar Garofano. Questi durante il campionato segna 9 reti, delle quali 1 in Coppa Italia e 8 in Serie C1.
Nella squadra bluceleste è secondo soltanto all'ala Fabio Corti che ne segna 12. Anche il libero e stopper Stefano Sessi, oltre a difendere bene, ha il vizietto di fare goal e ne realizza 5. 
Pur essendo stato anche terzo in classifica a fine marzo, l'ottavo posto finale nel campionato è il giusto piazzamento dei blucelesti lariani.
Nella Coppa Italia di Serie C il Lecco, prima del campionato, vince il proprio girone di qualificazione superando Sant'Angelo e Fanfulla. Poi, nel doppio confronto dei sedicesimi di finale, riceve una umiliante sconfitta per 7-1 in casa del Lanerossi Vicenza, che significa l'addio alla promozione.

## Rosa
| N. |                   | Ruolo | Calciatore       |
| -- | ----------------- | ----- | ---------------- |
|    | Italia (bandiera) | A     | Fausto Agnesi    |
|    | Italia (bandiera) | D     | Roberto Arrigoni |
|    | Italia (bandiera) | C     | Paolo Bertani    |
|    | Italia (bandiera) | D     | Gilberto Bonini  |
|    | Italia (bandiera) | C     | Claudio Bozzini  |
|    | Italia (bandiera) | A     | Fabio Corti      |
|    | Italia (bandiera) | P     | Fabio Corti      |
|    | Italia (bandiera) | A     | Giuseppe Folli   |
|    | Italia (bandiera) | A     | Massimo Garofano |

| N. |                   | Ruolo | Calciatore          |
| -- | ----------------- | ----- | ------------------- |
|    | Italia (bandiera) | D     | Lorenzo Marconi     |
|    | Italia (bandiera) | C     | Giuseppe Pala       |
|    | Italia (bandiera) | C     | Gianpietro Pozzoli  |
|    | Italia (bandiera) | D     | Fausto Rigamonti    |
|    | Italia (bandiera) | A     | Giancarlo Rigamonti |
|    | Italia (bandiera) | P     | Domenico Rinaldi    |
|    | Italia (bandiera) | D     | Stefano Sessi       |
|    | Italia (bandiera) | D     | Enrico Valsecchi    |
|    | Italia (bandiera) | D     | Paolo Volpi         |

## Risultati

### Serie C2

#### Girone di andata
| Crema 20 settembre 1981 1ª giornata | Pergocrema          | 0 – 0 | Lecco | Stadio Giuseppe Voltini\| Arbitro: \| De Santis (Treviso) \| |
| Arbitro:                            | De Santis (Treviso) |       |       |                                                              |

| Lecco 27 settembre 1981 2ª giornata | Lecco                 | 0 – 0 | Imperia | Stadio Mario Rigamonti\| Arbitro: \| Lugli (Reggio Emilia) \| |
| Arbitro:                            | Lugli (Reggio Emilia) |       |         |                                                               |

| Arbitro: | Pucci (Firenze) |

|             |           |  |
| Molteni 64’ | Marcatori |  |

| Arbitro: | Pavanello (Legnano) |

|                         |           |           |
| Corti 7’, 65’ Folli 63’ | Marcatori | 53’ Rizzi |

| Savona 18 ottobre 1981 5ª giornata | Savona            | 0 – 0 | Lecco | Stadio Valerio Bacigalupo\| Arbitro: \| Baldacci (Torino) \| |
| Arbitro:                           | Baldacci (Torino) |       |       |                                                              |

| Arbitro: | Gabbrielli (Prato) |

|           |           |             |
| Sessi 30’ | Marcatori | 66’ Maruzzo |

| Arbitro: | Forese (Potenza) |

|  |           |           |
|  | Marcatori | 61’ Corti |

| Lecco 8 novembre 1981 8ª giornata | Lecco           | 0 – 0 | Novara | Stadio Mario Rigamonti\| Arbitro: \| Nicchi (Arezzo) \| |
| Arbitro:                          | Nicchi (Arezzo) |       |        |                                                         |

| Pavia 15 novembre 1981 9ª giornata | Pavia             | 0 – 0 | Lecco | Stadio Comunale\| Arbitro: \| Scalise (Bologna) \| |
| Arbitro:                           | Scalise (Bologna) |       |       |                                                    |

| Arbitro: | Marchese (Napoli) |

|                                    |           |  |
| Sessi 60’ Bertani 81’ Garofano 85’ | Marcatori |  |

| Arbitro: | Tonon (Conegliano) |

|                    |           |              |
| Astolfi 62’ (rig.) | Marcatori | 48’ Garofano |

| Arbitro: | Barbaraci (Cagliari) |

|                      |           |  |
| Quagliaroli 19’, 84’ | Marcatori |  |

| Lecco 13 dicembre 1981 13ª giornata | Lecco         | 0 – 0 | Carrarese | Stadio Mario Rigamonti\| Arbitro: \| Greco (Lecce) \| |
| Arbitro:                            | Greco (Lecce) |       |           |                                                       |

| Arbitro: | De Santis (Treviso) |

|          |           |  |
| Pala 24’ | Marcatori |  |

| Arbitro: | Trillò (Milano) |

|                           |           |                     |
| Barbagli 18’ Nicoloso 23’ | Marcatori | 28’ Corti 67’ Folli |

| Arbitro: | Bruni (Arezzo) |

|  |           |                 |
|  | Marcatori | 61’ De Lorentis |

| Arbitro: | Cicuti (Roma) |

|              |           |            |
| Pioletti 56’ | Marcatori | 82’ Bonini |

#### Girone di ritorno
| Arbitro: | Predieri (Varese) |

|                  |           |  |
| Corti 36’ (rig.) | Marcatori |  |

| Imperia 31 gennaio 1982 19ª giornata | Imperia             | 0 – 0 | Lecco | Stadio Nino Ciccione\| Arbitro: \| Bragagnolo (Torino) \| |
| Arbitro:                             | Bragagnolo (Torino) |       |       |                                                           |

| Arbitro: | Ciaccio (Napoli) |

|                  |           |  |
| Corti 71’ (rig.) | Marcatori |  |

| Arbitro: | Bailo (Novi Ligure) |

|              |           |                                 |
| Ballabio 82’ | Marcatori | 52’, 7161’, 77’ (rig.) Garofano |

| Arbitro: | Pozzati (Alghero) |

|           |           |  |
| Folli 24’ | Marcatori |  |

| Arbitro: | Marascia (Roma) |

|                      |           |  |
| Rovellini 60’ (rig.) | Marcatori |  |

| Arbitro: | Perdonò (Goggia) |

|                                  |           |                      |
| Sessi 40’ Corti 44’ Garofano 58’ | Marcatori | 90’ (rig.) Palladino |

| Arbitro: | Marchese (Napoli) |

|                          |           |                        |
| Zanotti 54’ Guidetti 90’ | Marcatori | 50’ Garofano 72’ Corti |

| Arbitro: | Padovan (Gorizia) |

|                                        |           |                     |
| Corti 46’ (ri.), 50’, 54’ Garofano 60’ | Marcatori | 44’ Pozzi 76’ Negri |

| Arbitro: | Baldacci (Torino) |

|              |           |             |
| Paolillo 31’ | Marcatori | 24’ Bertani |

| Arbitro: | Mellino (Crotone) |

|  |           |           |
|  | Marcatori | 28’ Bolis |

| Arbitro: | Fiorenza (Siena) |

|                    |           |                                    |
| Sessi 1’ Corti 39’ | Marcatori | 27’ (rig.) Quagliaroli 38’ Pertusi |

| Arbitro: | Catania (Roma) |

|                            |           |  |
| Del Nero 68’ Ottonello 74’ | Marcatori |  |

| Arbitro: | Pozzati (Alghero) |

|                      |           |                       |
| Araldi 24’, 70’, 85’ | Marcatori | 22’ Sessi 76’ Bertani |

| Arbitro: | Predieri (Varese) |

|                                        |           |                                          |
| Bertani 16’ Folli 53’ G. Rigamonti 83’ | Marcatori | 5’, 26’ Sannino 47’ Barbagli 86’ Colloca |

| Arbitro: | Bailo (Novi Ligure) |

|                            |           |                       |
| Rota 39’ (rig.) Savino 74’ | Marcatori | 44’ Folli 81’ Pozzoli |

| Arbitro: | Dalfovo (Trento) |

|  |           |           |
|  | Marcatori | 43’ Prati |

### Coppa Italia

#### Girone 5
| Arbitro: | Predieri (Varese) |

|              |           |  |
| Arrigoni 18’ | Marcatori |  |

| Arbitro: | Lussana (Bergamo) |

|                           |           |                         |
| Tomasoni 39’ Solimeno 74’ | Marcatori | 18’ Pozzoli 55’ Bozzini |

| 30 agosto 1981 3ª giornata |  | – Riposo |  |  |

| Arbitro: | Baldas (Trieste) |

|                          |           |             |
| Ruffino 11’ Milanesi 79’ | Marcatori | 57’ Bertani |

| Arbitro: | Sarti (Modena) |

|                                   |           |                         |
| Corti 34’ Bertani 62’, 65’ (rig.) | Marcatori | 5’ Solimeno 48’ Nabissi |

| 13 settembre 1981 6ª giornata |  | – Riposo |  |  |

#### Sedicesimi di finale
| Arbitro: | Cassi (Pisa) |

|                                                                            |           |              |
| Medaglia 8’, 23’, 89’ Dal Prà 24’, 60’ Delneri 28’ (rig.) Sberveglieri 53’ | Marcatori | 44’ Garofano |

| Arbitro: | Isola (Parma) |

|            |           |                                      |
| Agnesi 86’ | Marcatori | 10’ Ancillotti 54’, 75’ Sberveglieri |